# Paolo Botto
Paolo Botto (Valparaíso, 25 settembre 1896 – Roma, 19 marzo 1974) è stato un arcivescovo cattolico italiano, per quasi 20 anni metropolita di Cagliari.

## Biografia
Ordinato sacerdote il 10 luglio 1921 per la diocesi di Chiavari, il 2 ottobre 1949 fu consacrato arcivescovo di Cagliari e Primate di Sardegna e Corsica. Al termine del ministero nel capoluogo sardo, il 2 maggio 1969 assunse il titolo della sede episcopale di Risano e, dal 3 dicembre 1970, quello di arcivescovo emerito di Cagliari.

## Genealogia episcopale
La genealogia episcopale è:
- Cardinale Scipione Rebiba
- Cardinale Giulio Antonio Santorio
- Cardinale Girolamo Bernerio, O.P.
- Arcivescovo Galeazzo Sanvitale
- Cardinale Ludovico Ludovisi
- Cardinale Luigi Caetani
- Cardinale Ulderico Carpegna
- Cardinale Paluzzo Paluzzi Altieri degli Albertoni
- Papa Benedetto XIII
- Papa Benedetto XIV
- Cardinale Enrique Enríquez
- Arcivescovo Manuel Quintano Bonifaz
- Cardinale Buenaventura Córdoba Espinosa de la Cerda
- Cardinale Giuseppe Maria Doria Pamphilj
- Papa Pio VIII
- Papa Pio IX
- Cardinale Alessandro Franchi
- Cardinale Giovanni Simeoni
- Cardinale Antonio Agliardi
- Cardinale Basilio Pompilj
- Cardinale Adeodato Piazza, O.C.D.
- Arcivescovo Paolo Botto